# Campionati europei di canoa slalom 2020
I Campionati europei di canoa slalom 2020 sono stati la 21ª edizione della competizione continentale. Si sono svolti, per la seconda volta dopo il 2018, a Praga in Repubblica Ceca, dal 18 al 20 settembre 2020. Inizialmente dovevano svolgersi a Londra, in Inghilterra, dal 15 al 17 maggio 2020. Tuttavia, il 18 marzo, la European Canoe Association annuncia che l'evento era annullato, a causa della pandemia da COVID-19. Successivamente viene annunciato che l'evento si sarebbe tenuto a Praga nel settembre successivo.
Tuttavia alcune federazioni (tra cui Germania, Slovacchia e Regno Unito) decidono di non partecipare all'evento, preoccupate dal diffondersi del virus.

## Medagliere
| Pos.   | Paese     | Oro | Argento | Bronzo | Totale |
| ------ | --------- | --- | ------- | ------ | ------ |
| 1      | Rep. Ceca | 5   | 3       | 2      | 10     |
| 2      | Slovenia  | 2   | 2       | 0      | 4      |
| 3      | Francia   | 1   | 2       | 2      | 5      |
| 4      | Irlanda   | 0   | 1       | 0      | 1      |
| 5      | Polonia   | 0   | 0       | 2      | 5      |
| 6      | Austria   | 0   | 0       | 1      | 1      |
| 6      | Svizzera  | 0   | 0       | 1      | 1      |
| Totale | Totale    | 8   | 8       | 8      | 24     |

## Podi

### Uomini
| Evento              | Oro                                               | Punti  | Argento                                               | Punti  | Bronzo                                                | Punti  |
| Canoa C-1           | Benjamin Savšek                                   | 104,90 | Lukáš Rohan                                           | 108,66 | Václav Chaloupka                                      | 109,52 |
| Canoa C-1 a squadre | Slovenia Benjamin Savšek Luka Božič Anže Berčič   | 120,43 | Irlanda Liam Jegou Robert Hendrick Jake Cochrane      | 135,83 | Polonia Grzegorz Hedwig Kacper Sztuba Szymon Zawadzki | 150,58 |
| Kayak K-1           | Jiří Prskavec                                     | 97,97  | Peter Kauzer                                          | 98,49  | Mateusz Polaczyk                                      | 99,06  |
| Kayak K-1 a squadre | Francia Boris Neveu Quentin Burgi Mathurin Madoré | 110,93 | Rep. Ceca Vavřinec Hradilek Vít Přindiš Jiří Prskavec | 112,38 | Svizzera Martin Dougoud Lukas Werro Dimitri Marx      | 114,14 |

### Donne
| Evento              | Oro                                                            | Punti  | Argento                                               | Punti  | Bronzo                                                    | Punti  |
| Canoa C-1           | Gabriela Satková                                               | 121,75 | Tereza Fišerová                                       | 122,05 | Lucie Prioux                                              | 130,03 |
| Canoa C-1 a squadre | Rep. Ceca Tereza Fišerová Gabriela Satková Tereza Kneblová     | 139,11 | Slovenia Alja Kozorog Eva Alina Hočevar Lea Novak     | 164,07 | Francia Lucie Baudu Claire Jacquet Lucie Prioux           | 131,19 |
| Kayak K-1           | Kateřina Kudějová                                              | 112,71 | Camille Prigent                                       | 114,61 | Amálie Hilgertová                                         | 115,43 |
| Kayak K-1 a squadre | Rep. Ceca Kateřina Kudějová Veronika Vojtová Antonie Galušková | 139,64 | Francia Marjorie Delassus Lucie Baudu Camille Prigent | 140,67 | Austria Corinna Kuhnle Nina Weratschnig Antonia Oschmautz | 145,47 |